# Провозин, Валерий Владимирович
Вале́рий Влади́мирович Прово́зин (род. 17 декабря 1938 года, Новгород-Северский, Черниговская область, Украинская ССР, СССР) — советский и украинский педагог, учёный, общественный деятель, литератор. Автор свыше шестидесяти книг рассказов и очерков по культуре, искусству, этике и эстетике, ряда произведений мемуарного жанра.

## Биография
Родился 17 декабря 1938 года в городе Новгороде-Северском (Черниговская область) в семье военнослужащего. Служил в Советской Армии с 1957 по 1992 гг., пройдя путь от рядового срочной службы до полковника. С 1969 г. преподавал во Львовском высшем военно-политическом училище, которое в своё время (1963 г.) окончил с золотой медалью и дипломом с регистрационным № 1. С 1969 по 1976 год — преподаватель, старший преподаватель (после защиты кандидатской диссертации в 1975 г.) кафедры философии. С 1976 по 1992 гг. руководил кафедрой искусств. В январе 1991 года присвоено ученое звание «профессор».
Один из создателей и директор Русского культурного центра во Львове (1994—2004). В 2004 г. в селе Пушкино Виноградовского района Закарпатской области создал музей А.Пушкина. С 2005 года — профессор Закарпатского филиала Киевского славистического университета (с 2013 по 2017 год — Восточно-европейский славянский университет).
С января 2014 года по 2019-й— главный редактор литературно-художественного альманаха «Русское слово» (Львов).

## Награды и премии
- Орден Дружбы (15 января 2004 года, Россия) — за большой вклад в развитие искусства и укрепление российско-украинских культурных связей[3].
- Орден Красной Звезды (1986).
- Орден преподобного Нестора Летописца III степени (2004, УПЦ).
- Орден преподобного Ильи Муромца III степени (2008, УПЦ).
- Орден «Гордость Львовского ВВПУ» (2019).
- Почётный знак высшей школы СССР (1985).
- Почётный знак «За вклад в дело дружбы» Российского центра международного и культурного сотрудничества (2005).
- Почётный знак «За заслуги» Академии Сухопутных войск (2015)
- Почётный знак гетмана Петра Сагайдачного Академии Сухопутных войск (2018).
- Двадцать пять медалей Советского Союза, Украины, Белоруссии, Болгарии, Монголии.
- Литературная премия «Гілка золотого каштану» Украинской ассоциации писателей (2006).
- Литературная премия имени Валентина Пикуля (2008).
- Литературная премия имени Константина Симонова (2012).
- Почётный гражданин города Новгорода-Северского (сентябрь 2018 года).
- Почётный гражданин села Пушкино (Закарпатская область, 2008).
- Почётный гимназист Новгород-Северской гимназии № 1 (2011).

## Список книг В. В. Провозина (изданы с 2000 по 2023 годы)
- Наш Русский Дом. — Львов: Ахилл, 2003, 308 с.
- Золотое сечение. — Львов: Ахилл, 2002, 116 с.
- Вечны пушкинские строки (сборник статей и докладов). — Львов: Ахилл, 2004, 106 с.
- Любовь как жизнь. — Львов: Добра справа, 2006, 242 с.
- В плену Эрато. — Львов: Добра справа, 2006, 266 с.
- Музыкой звучит любовь. — Львов: Добра справа, 2007, 328 с.
- Тайна красоты (книга для чтения по эстетике). — Тернополь: Підручники і посібники, 2008, 174 с.
- Счастье вдруг. — Львов: Добра справа, 2009, 320 с.
- Свет Диоскуров. — Львов: Добра справа, 2010, 256 с.
- Низвержение Перуна. — Ужгород: Закарпаття, 2010, 234 с.
- Белая сирень, или О воинской службе с улыбкой. — Львов: Добра справа, 2011, 90 с.
- Калокагатия, или Добрая красота (книга для чтения по эстетике). — Львов: Добра справа, 2011, 106 с.
- Великое Откровение. — Львов: Добра справа, 2011, 248 с.
- Любовь как жизнь. Изд. 2-е, дополненное. — Ужгород: Закарпаття, 2012, 418 с.
- Птицы нашего детства. — Львов: Добра справа, 2012, 186 с.
- Одолень-трава. Сказки и миниатюры. — Львов: Добра справа, 2013, 64 с.
- Бесконечность цели. — Львов: Добра справа, 2013, 228 с.
- Заря-Заряница (Духовная жизнь древних славян) — Ужгород: Закарпаття, 2013, 166 с.
- Встречи. — Львов: Добра справа, 2014, 174 с.
- Северная Пальмира Украины. — Львов: Добра справа, 2014, 176 с.
- Папская митра поэта. — Львов: Добра справа, 2015, 160 с.
- Культура южных славян. — Ужгород: Закарпаття, 2015, 278 с.
- Українське поетичне кіно. — Львів: Добра справа, 2015, 114 с.
- В ранце — ветка сирени. — Львов: Добра справа, 2016, 346 с.
- Культура западных славян. — Ужгород: Закарпаття, 2016, 262 с.
- Культура восточных славян. — Львов: Добра справа, 2017, 304 с.
- Светоч и зерцало, или По следам Великого Откровения. — Львов: Добра справа, 2017, 114 с.
- Восхождение. Рассказы. — Львов: Добра справа, 2017. 174 с.
- Диво кохання. — Львів: Каменяр, 2018, 275 с.
- Птицы нашего детства (дилогия). — Львов: Добра справа, 2018, 324 с.
- Папська митра поета. — Львів: Каменяр, 2018, 150 с.
- Бурштыновый камень. Рассказы. — Львов: Добра справа, 2018, 224 с.
- Музикою звучить любов. — Львів: Каменяр, 2019, 372 с.
- Белая сирень, или О воинской службе с улыбкой. Изд. 2-е, дополненное. — Львов: Добра справа, 2019, 210 с.
- Благословите женщину. — Львов: Добра справа, 2020, 253 с.
- Под чужим небом. — Львов: Добра справа, 2020, 145 с.
- Через тернии — к звездам. — Львов: Добра справа, 2020, 160 с.
- Призвание. — Львов: Добра справа, 2021, 156 с.
- Через терни до зірок. — Львів: Каменяр, 2021, 234 с.
- Дом на холме. — Львов: Добра справа, 2021, 206 с.
- Первая любовь (маленькая повесть в письмах) — Львов: Добра справа, 2021, 78 с.
- Цвіт всіх мистецтв. — Львів: Добра справа, 2022, 217 с.
- Два дня в октябре. — Львов: Добра справа, 2023, 66 с.
- Признание. — Львов: Добра справа, 2023,